# Richard Gehrig

Richard Gehrig

Richard Wilhelm Gehrig (* 27. Februar 1897 in Aidhausen; † 22. Mai 1978 in Ebern, Landkreis Haßberge) war ein deutscher Politiker (NSDAP).

## Leben und Wirken
Nach dem Besuch der Volksschule in Aidhausen erlernte Richard Gehrig das Schreinerhandwerk. Von 1914 bis 1916 war er in der Landwirtschaft tätig. Anschließend nahm er von 1916 bis 1918 mit dem 9. Bataillon des Reserve-Feldartillerieregiments 11 am Ersten Weltkrieg teil, in dem er unter anderem mit dem Eisernen Kreuz II. Klasse ausgezeichnet wurde.
Nach dem Krieg arbeitete Gehrig als Dienstbote in der Landwirtschaft und ab 1921 als selbstständiger Bauer in Lendershausen. Zwischen 1936 und 1938 wechselte er als selbständiger Landwirt nach Heilgersdorf.
Zum 1. Juni 1928 trat er der NSDAP bei (Mitgliedsnummer 89.269). Von November 1933 bis zum Ende der NS-Herrschaft im Frühjahr 1945 saß Gehrig als Abgeordneter im nationalsozialistischen Reichstag, in dem er den Wahlkreis 26 (Franken) vertrat. Daneben war er Mitglied des Kreistags von Unterfranken.